# 레드 카펫

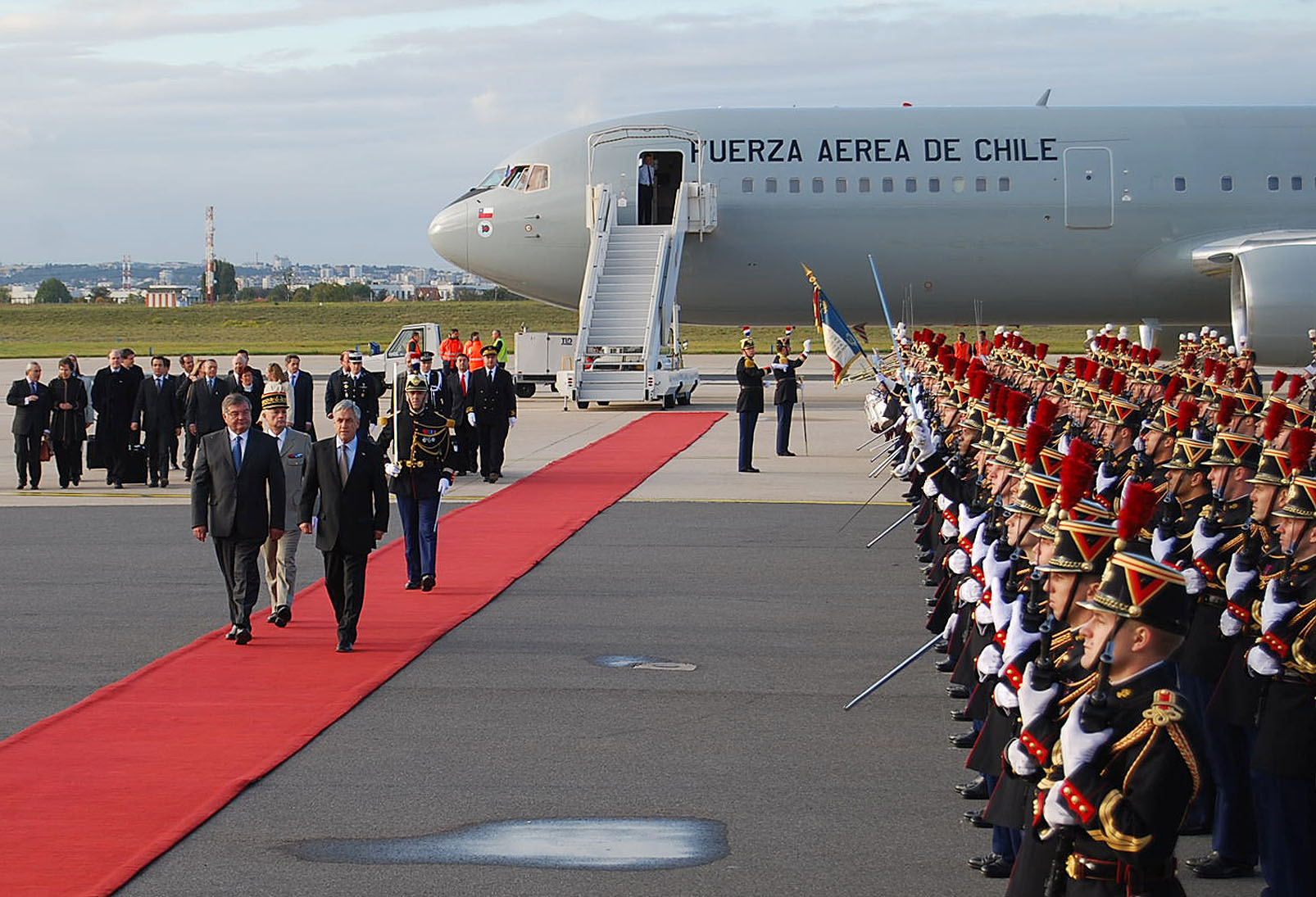
파리에 도착한 세바스티안 피녜라

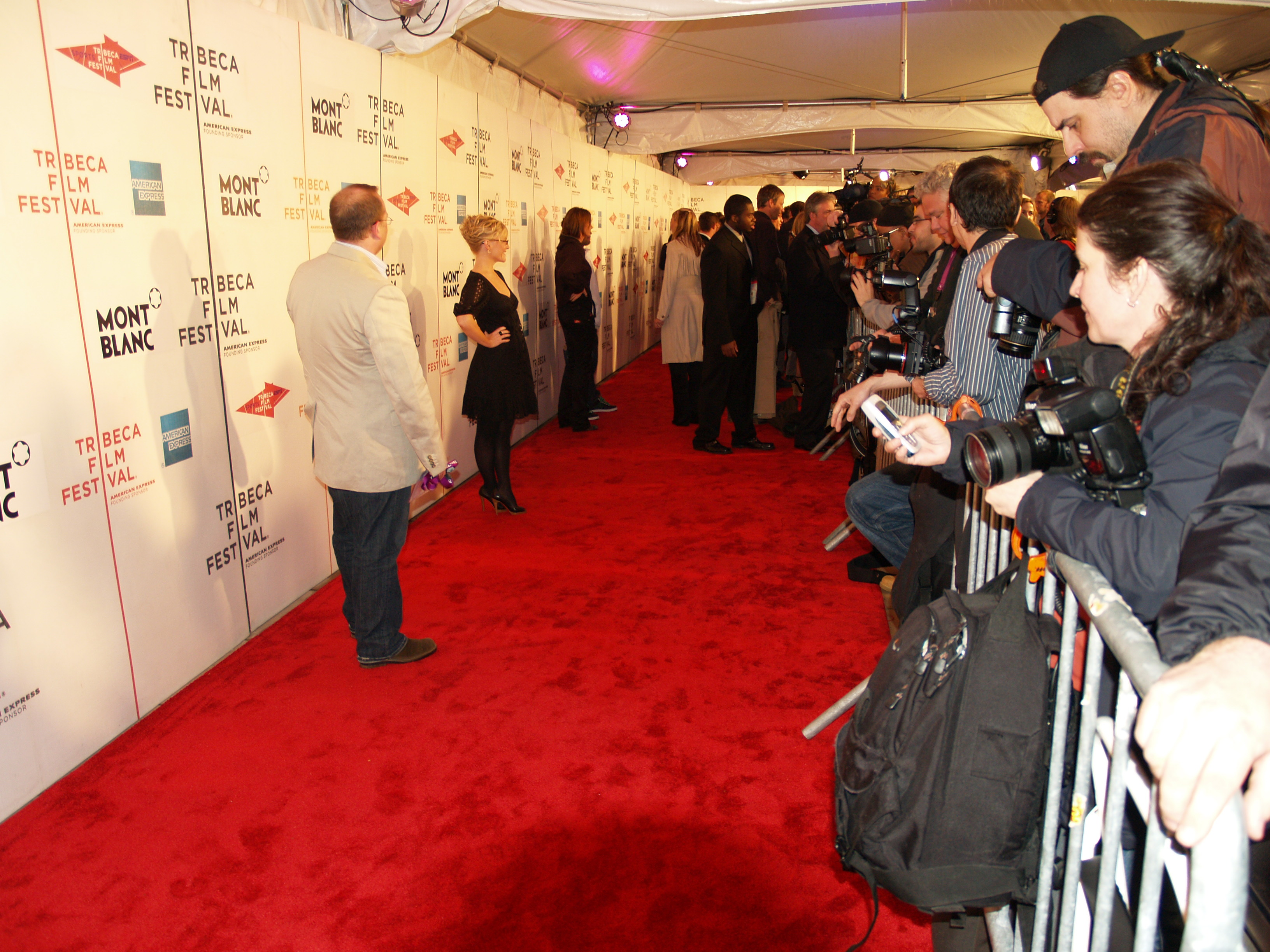
2007년 트라이베카 영화제의 모습

레드 카펫(Red carpet)은 공식 행사에 유명인이나 고관 등의 인사를 환영하기 위해 보행로로 전통적으로 이용되는 것으로, 말 그대로 붉은 융단이다.